# RNE
RNE(스페인어: Radio Nacional de España)는 스페인의 공영 방송 RTVE의 라디오 전담 방송국이다.

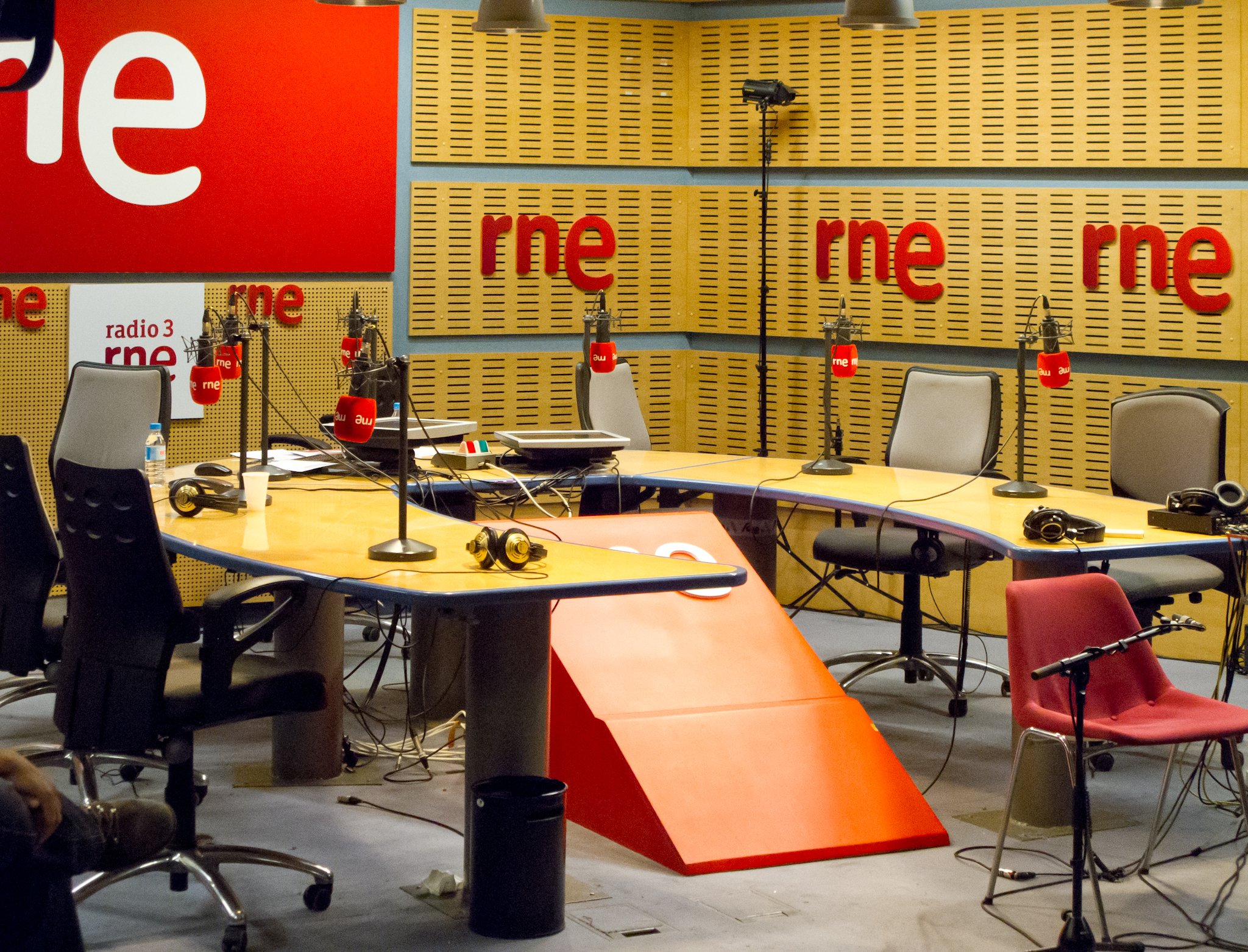
RNE의 스튜디오

## 채널 목록
- RNE 라디오 나시오날(Radio Nacional; Radio 1) - 종합 채널
- RNE 라디오 클라시카(Radio Clásica; Radio 2) - 클래식 음악 채널
- RNE 라디오 3(Radio 3) - 대중 음악을 비롯한 다양한 음악을 방송하는 채널
- RNE 라디오 4(Ràdio 4) - 카탈루냐어 채널. 카탈루냐에서만 들을 수 있다.
- RNE 라디오 5(Radio 5) - 24시간 뉴스 채널
- 라디오 엑스테리오르 데 에스파냐(Radio Exterior de España) - 국제 방송이자 단파 방송으로 8000만여명 청취자를 보유하고 있다. 스페인어, 프랑스어, 아랍어, 라디노어, 포르투갈어, 러시아어, 영어로 방송된다.

## 같이 보기
- 공영 방송
- 라디오 방송국
- RTVE
- TVE